# Valerianella falconida
Valerianella falconida är en kaprifolväxtart som beskrevs av N.K. Shvedchikova. Valerianella falconida ingår i släktet klynnen, och familjen kaprifolväxter. Inga underarter finns listade i Catalogue of Life.